# Conceição do Jacuípe (kommun)
Conceição do Jacuípe är en kommun i Brasilien.   Den ligger i delstaten Bahia, i den östra delen av landet, 1 100 km öster om huvudstaden Brasília. Antalet invånare är 30 123.
Följande samhällen finns i Conceição do Jacuípe:
- Conceição do Jacuípe

Omgivningarna runt Conceição do Jacuípe är huvudsakligen savann. Runt Conceição do Jacuípe är det ganska tätbefolkat, med 222 invånare per kvadratkilometer.